# تافت (کالیفرنیا)
تافت (به انگلیسی: Taft) شهری در شهرستان کرن ایالت کالیفرنیا است که در سرشماری سال ۲۰۱۰ میلادی، ۹۳۲۷ نفر جمعیت داشته است.